# Meridiano 44 W
O meridiano 44 W é um meridiano que, partindo do Polo Norte, atravessa o Oceano Ártico, Gronelândia, Oceano Atlântico, América do Sul, Oceano Antártico, Antártida e chega ao Polo Sul.
Forma um círculo máximo com o Meridiano 136 E.
Começando no Polo Norte, o meridiano 44º Oeste tem os seguintes cruzamentos:
| País, território ou mar | Notas |
| ----------------------- | --- |
| Oceano Ártico           | |
| Mar de Lincoln          | |
| Gronelândia             | |
| Fiorde de J.P. Koch     | |
| Gronelândia             | |
| Fiorde Nordenskiöld     | |
| Gronelândia             | |
| Fiorde sem nome         | |
| Gronelândia             | Ilha Eggers                                                                                              |
| Oceano Atlântico        | |
| Brasil                  | Maranhão Piauí Bahia Minas Gerais Rio de Janeiro                                                         |
| Baía de Sepetiba        | |
| Brasil                  | Restinga de Marambaia (Rio de Janeiro)                                                                   |
| Oceano Atlântico        | |
| Oceano Antártico        | |
| Antártida               | Território reclamado pela Argentina (Antártida Argentina) e Reino Unido (Território Antártico Britânico) |